# 维基人

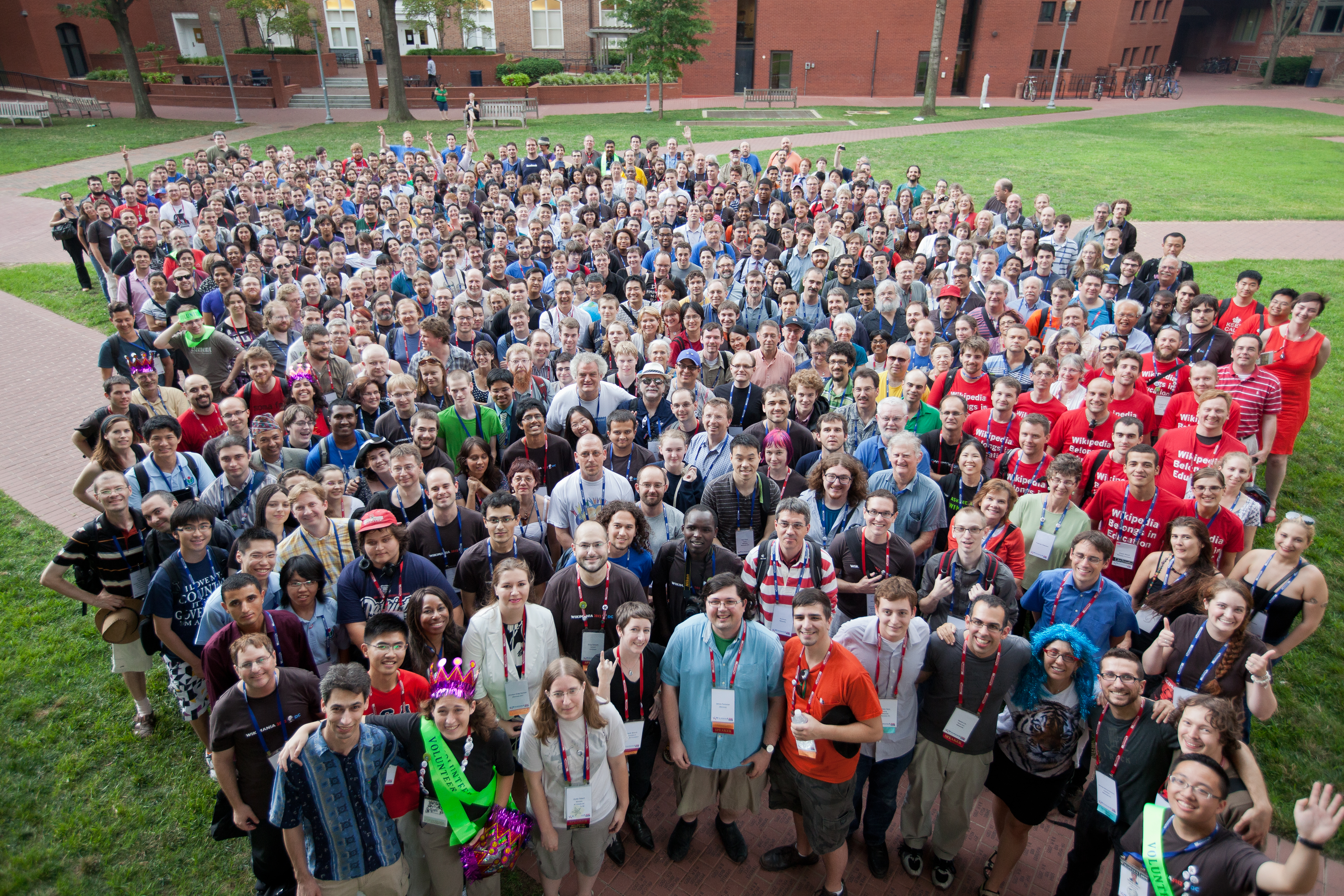
2012年全球年会的与会者合影

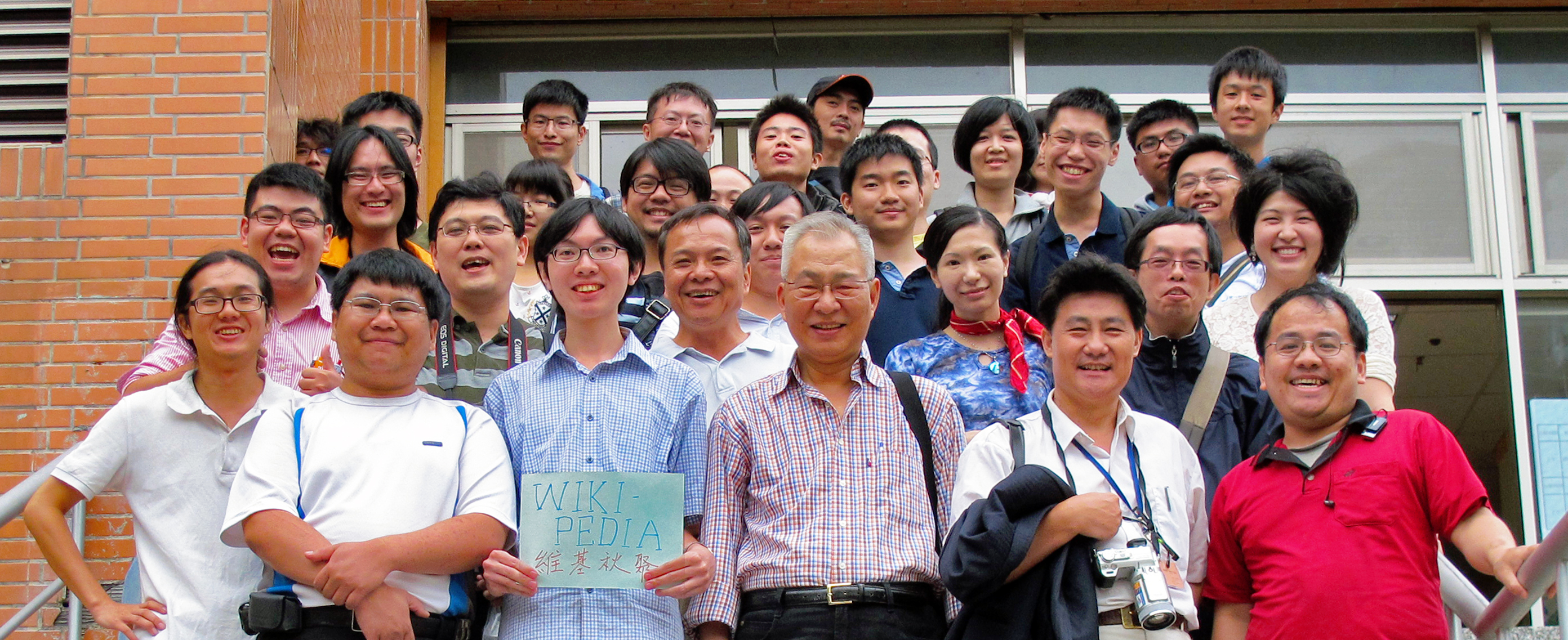
2012年臺灣維基人秋聚合影

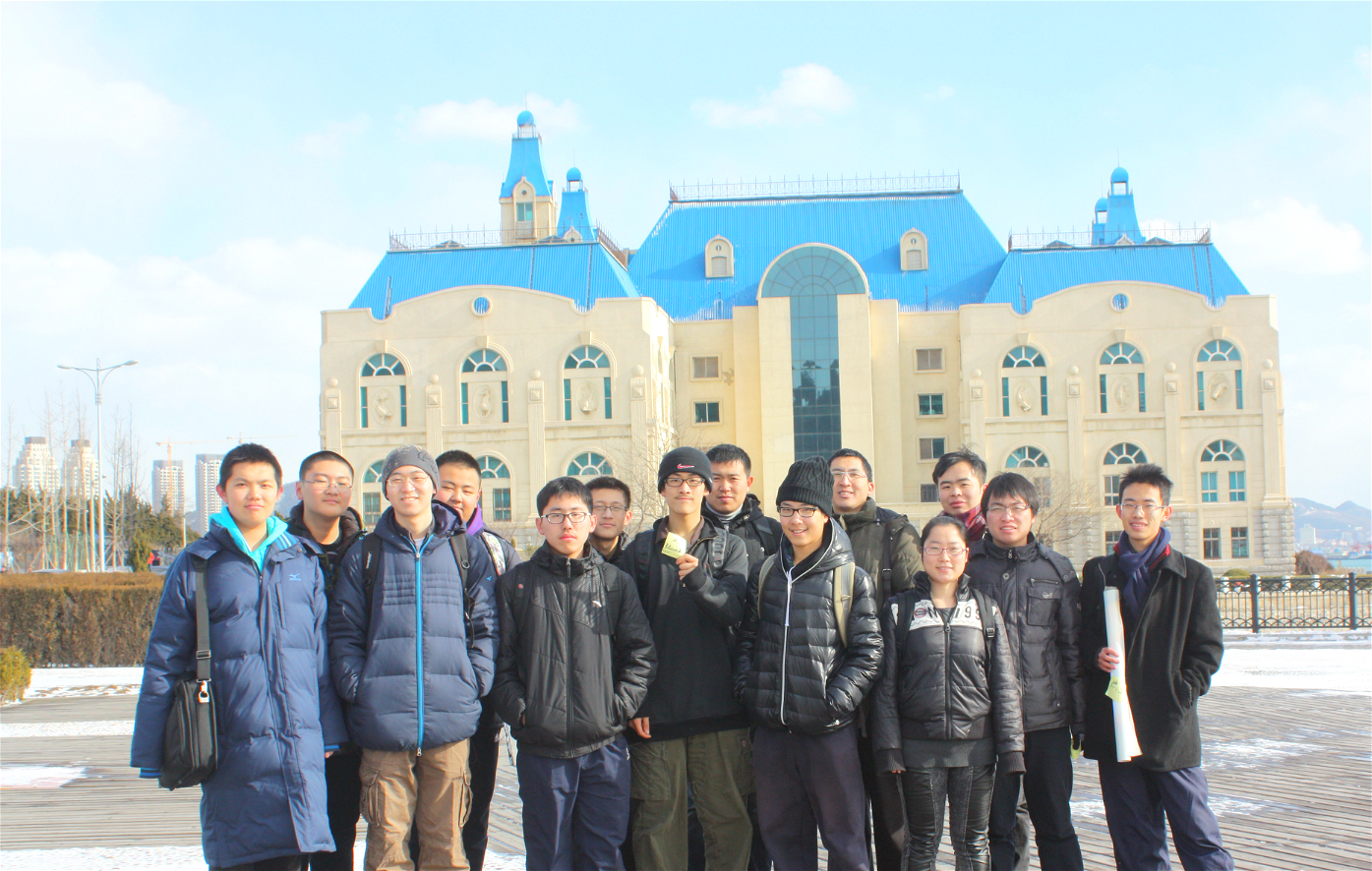
2012年大连冬聚的维基人合影

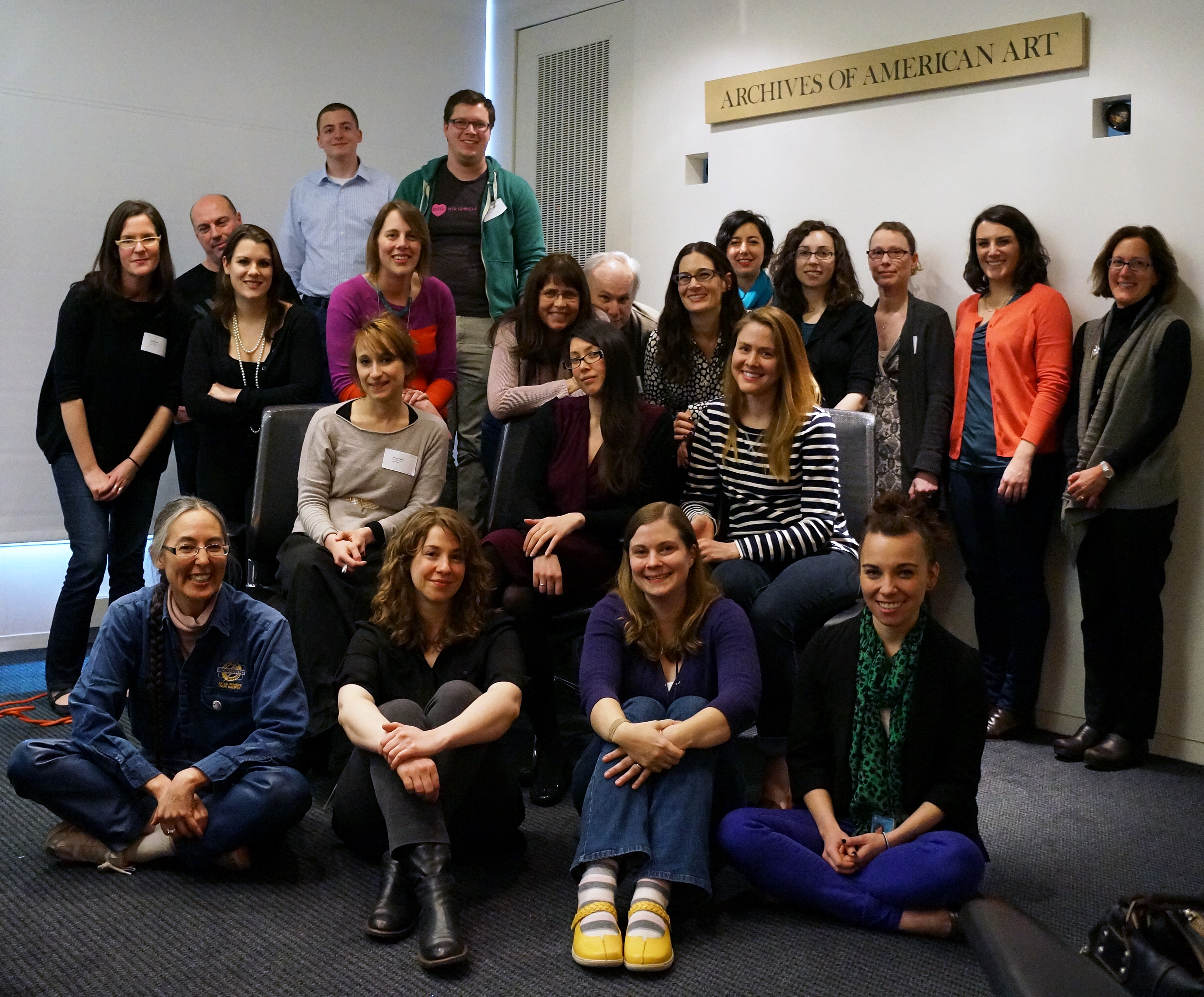
2013年举办于华盛顿的编辑松活动“艺术作品中的女性”的参与者

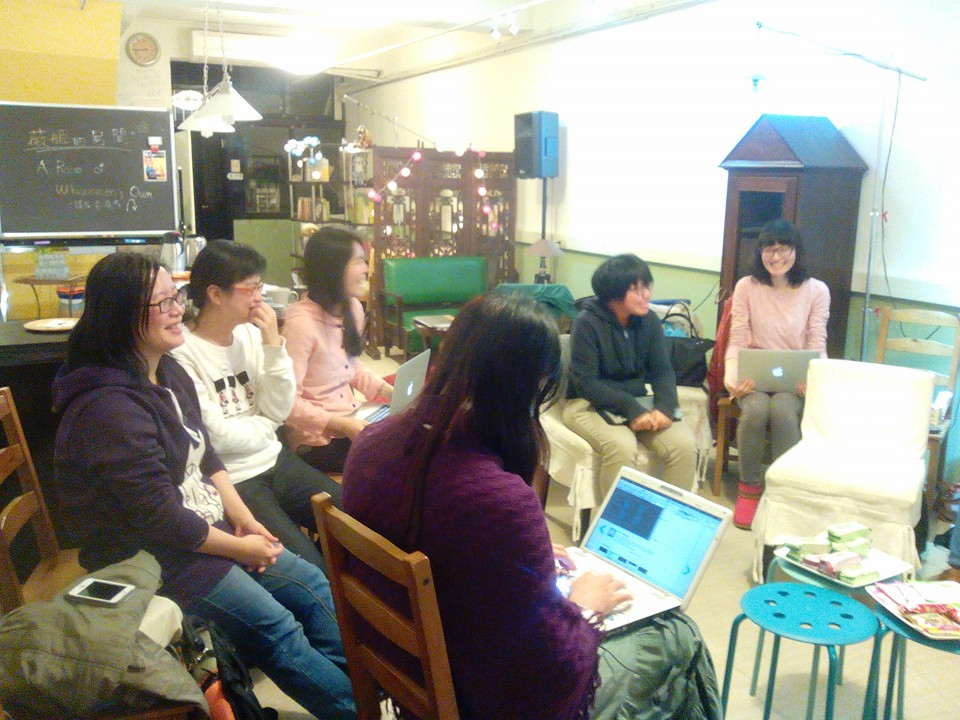
由中華民國維基媒體協會與台灣女子自由軟體工作小組（WoFOSS）聯合舉辦的薇姬人活動——薇姬的房間

维基百科人（英語：Wikipedians），通称维基人或維基編者，是指在百科全书网站维基百科上撰写条目、维护站务和為維基百科編寫條目的编者，他们中的绝大多数人都是以志愿者的身份活动。由于维基百科的开放性，所有的网民（包括IP用户）都有机会成为维基百科的编者，即维基人。一般的维基人负责讨论、修改维基百科的海量条目，资深的维基人则有机会成为管理员，负责保护维基百科不受破坏。有一些维基人长期为维基百科做贡献，创建了大量的条目，为维基百科的发展壮大起到了重要作用。维基人的活动范围不仅在网上，也在现实生活中。许多居住于同一地区的维基人常举办聚会、讲座等活动，交流经验，并向外界宣传维基百科。而负责运营维基百科的维基媒体基金会亦每年举办维基媒体国际会议，供全世界的维基人们交流。

## 数量
维基人的数量自维基百科创办起即迅猛增长。到了2009年，数量增长速度有所减慢，但仍十分快速地增长着。截止到2013年5月，所有语言的维基百科大约有4,044万注册用户，大多数用户都不活跃，活跃的用户大约30万人。其中英文维基百科截止到2013年5月，拥有近13万活跃维基人，为所有语言版本最高。大量的维基人参与，使得英语维基百科成为拥有最多条目的语言版本。中文维基百科截止到2023年8月，拥有大约8,174名活跃维基人，但这不包括大量未注册的IP用户。